# Донє Обулєно
42°40′ пн. ш. 18°06′ сх. д. / 42.67° пн. ш. 18.10° сх. д.
Донє Обулєно (хорв. Donje Obuljeno) — населений пункт у Хорватії, у Дубровницько-Неретванській жупанії у складі міста Дубровник.

## Населення
Населення за даними перепису 2011 року становило 210 осіб.
Динаміка чисельності населення поселення: